# Józef Bieniasz (żołnierz)
Józef Bieniasz (ur. 3 stycznia 1908 w Soninie, zm. 11 lutego 1967 w Jarosławiu) – plutonowy Wojska Polskiego II RP, członek załogi i obrońca Wojskowej Składnicy Tranzytowej na Westerplatte w wojnie obronnej 1939.

## Życiorys

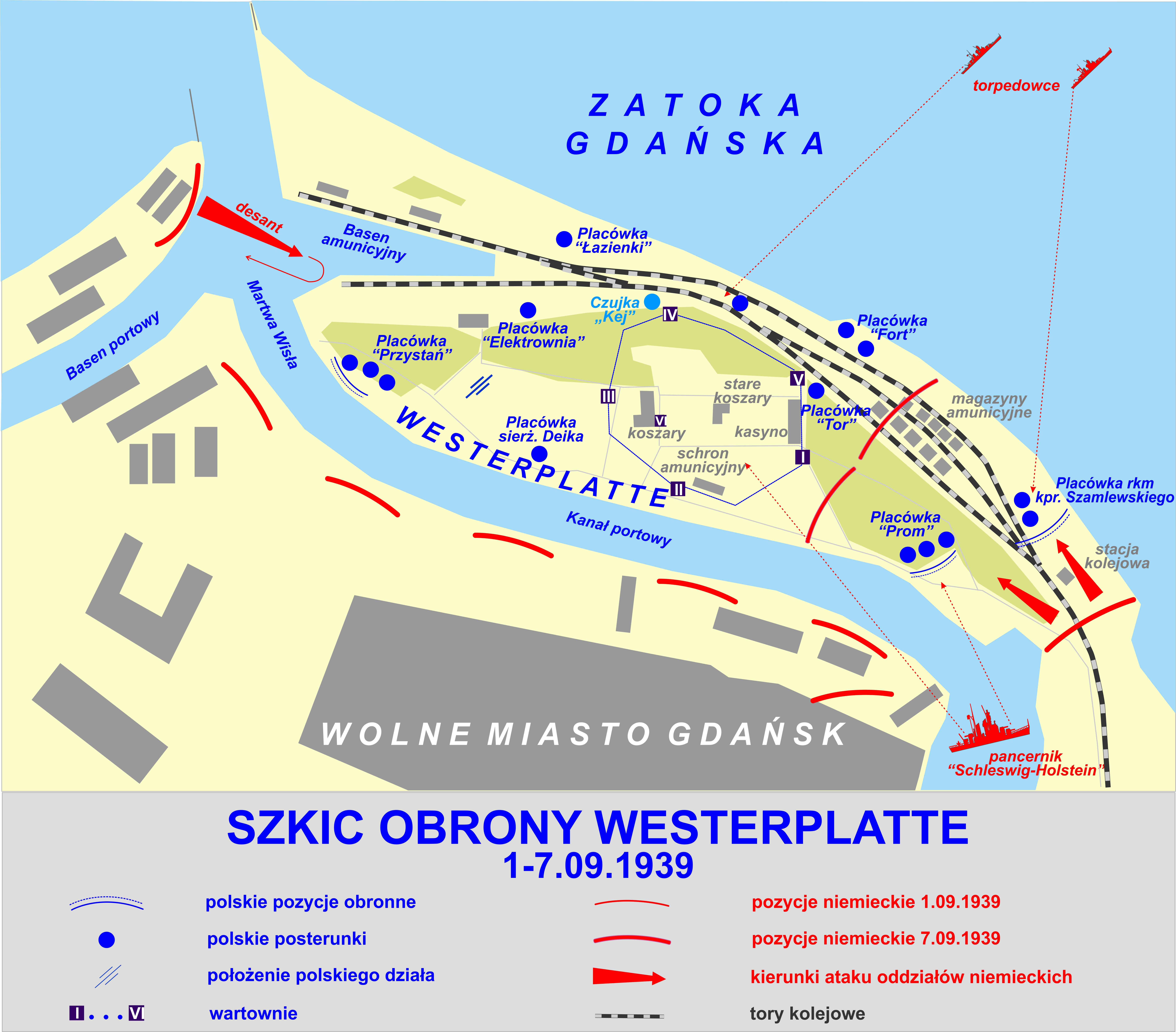
Obrona Westerplatte

Syn Andrzeja i Anny ze Strzępków. Pochodził z wielodzietnej rodziny chłopskiej. Po ukończeniu szkoły powszechnej kontynuował naukę w gimnazjum w Łańcucie.   
W 1929 wstąpił do Wojska Polskiego. Został przydzielony jako podoficer zawodowy do 3 pułku piechoty Legionów w Jarosławiu. W 1934 zawarł związek małżeński ze Stanisławą z d. Maciołek. Doczekał się dwójki dzieci – Władysławy (1935-) i Janiny (1937). Przed wojną zdobył pierwsze miejsce na dywizyjnych zawodach strzeleckich w strzelaniu z moździerzy. 17 marca 1939 przybył w stopniu plutonowego do Wojskowej Składnicy Tranzytowej na Westerplatte. Brał czynny udział w obronie jako dowódca moździerzy. Moździerze weszły do akcji od samego rana 1 września. Stanowiska były umiejscowione pod ścianą koszar. Na prośbę dowódcy placówki „Prom” por. Pająka otwarto ogień właśnie na przedpole tej placówki. Początkowo pociski padały zbyt blisko (jeden z odłamków ranił porucznika w policzek), jednakże już następne były celne, czyniły spustoszenie w niemieckich szeregach. Wystrzelono w sumie 104 pociski. W trakcie bombardowania Składnicy w dniu 2 września wszystkie moździerze zostały zniszczone. W czasie obrony został ciężko ranny w piersi. Po kapitulacji przeniesiony do szpitala. Od listopada 1939 do lutego 1945 przebywał w niewoli niemieckiej (nr jeńca 70773) w Stalagu I A. Pracował w gospodarstwach rolnych u niemieckich rolników.
Po wyzwoleniu w maju 1945 r. wrócił do domu. Jako przedwojenny zawodowy podoficer nie mógł dostać odpowiedniej pracy, zajmował się więc uprawą wydzierżawionej ziemi. W 1948 ze względu na chore serce przestał pracować na roli. Dzięki protekcji byłych kolegów został zatrudniony w przedsiębiorstwie Skupu Surowców Włókienniczych i Skórzanych w Jarosławiu jako pracownik umysłowy. Jednak rozwijająca się choroba doprowadziła do wylewu krwi i częściowego sparaliżowania. W kwietniu 1963 zwolniony z pracy został pozbawiony środków do życia. W trzy miesiące po zwolnieniu przeszedł na rentę. 
Zmarł 11 lutego 1967. Pochowany na starym cmentarzu w Jarosławiu.

## Odznaczenia
- Srebrny Krzyż Orderu Virtuti Militari (1990)
- Krzyż Walecznych (1960)
- Medal Zwycięstwa i Wolności 1945 (1946)
- Medal za Odrę, Nysę i Bałtyk (1946)
- Medal za Warszawę (1946)
- Odznaka Grunwaldzka (1960)